# نورث وست اسلوپس
نورث وست اسلوپس یا دامنه های شمال غربی (به انگلیسی: North West Slopes) ناحیه‌ای واقع در ایالت نیو ساوت ولز در استرالیا می‌باشد.
نورث وست اسلوپس شامل شهرهای گونه‌دا. واریالدا. مانیلا. بوگابری. مونگیندی. نارابری. موری. کویریندی.وی‌وا و تاموورث و چندین روستا می باشد.